# 라돔현

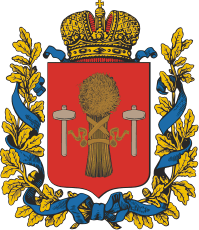
라돔현의 문장

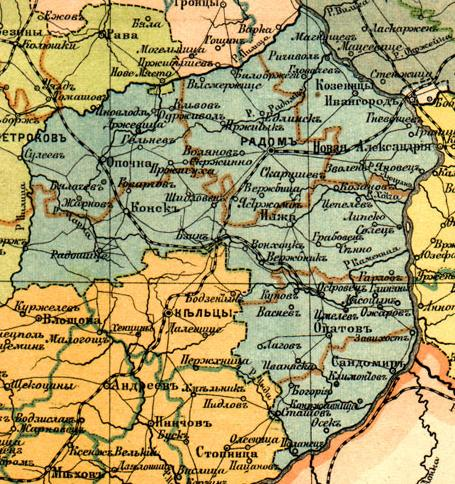
라돔현의 지도

라돔현(폴란드어: Gubernia radomska, 러시아어: Радомская губерния)은 1844년부터 1917년까지 존재했던 러시아 제국의 폴란드 입헌왕국의 현으로 현도는 라돔이며 면적은 12,352.0km2, 인구는 814,947명(1897년 당시 기준)이다. 1844년 산도미에시현, 키엘체현을 합병하여 신설되었으며 1867년 키엘체현, 피오트르쿠프현이 라돔현에서 분리되어 신설되었다.